# 15570 von Wolff
A 15570 von Wolff (ideiglenes jelöléssel (15570) 2000 GT60) a Naprendszer kisbolygóövében található aszteroida. A LINEAR projekt keretében fedezték fel 2000. április 5-én.